# Río Guanipa
El río Guanipa es un río que se encuentra en la zona nororiental de Venezuela. 
Sus nacientes se encuentra a una altitud de unos  260 m en el extremo occidental de la meseta de Guanipa al oriente de Cachipo en el estado Anzoátegui. El Guanipa recorre unos 340 km.
En las mesetas en los estados Anzoátegui y Monagas atraviesa varios campos petroleros. Le aportan caudal los ríos Tonoro y Amana, formándose pantanos de vegetación muy tupida. Desemboca en el Golfo de Paria, sobre el lateral septentrional del delta del río Orinoco.